# Liste de ponts des Philippines
Cette liste de ponts des Philippines a pour vocation de présenter une liste de ponts remarquables des Philippines, tant par leurs caractéristiques dimensionnelles, que par leur intérêt architectural ou historique.

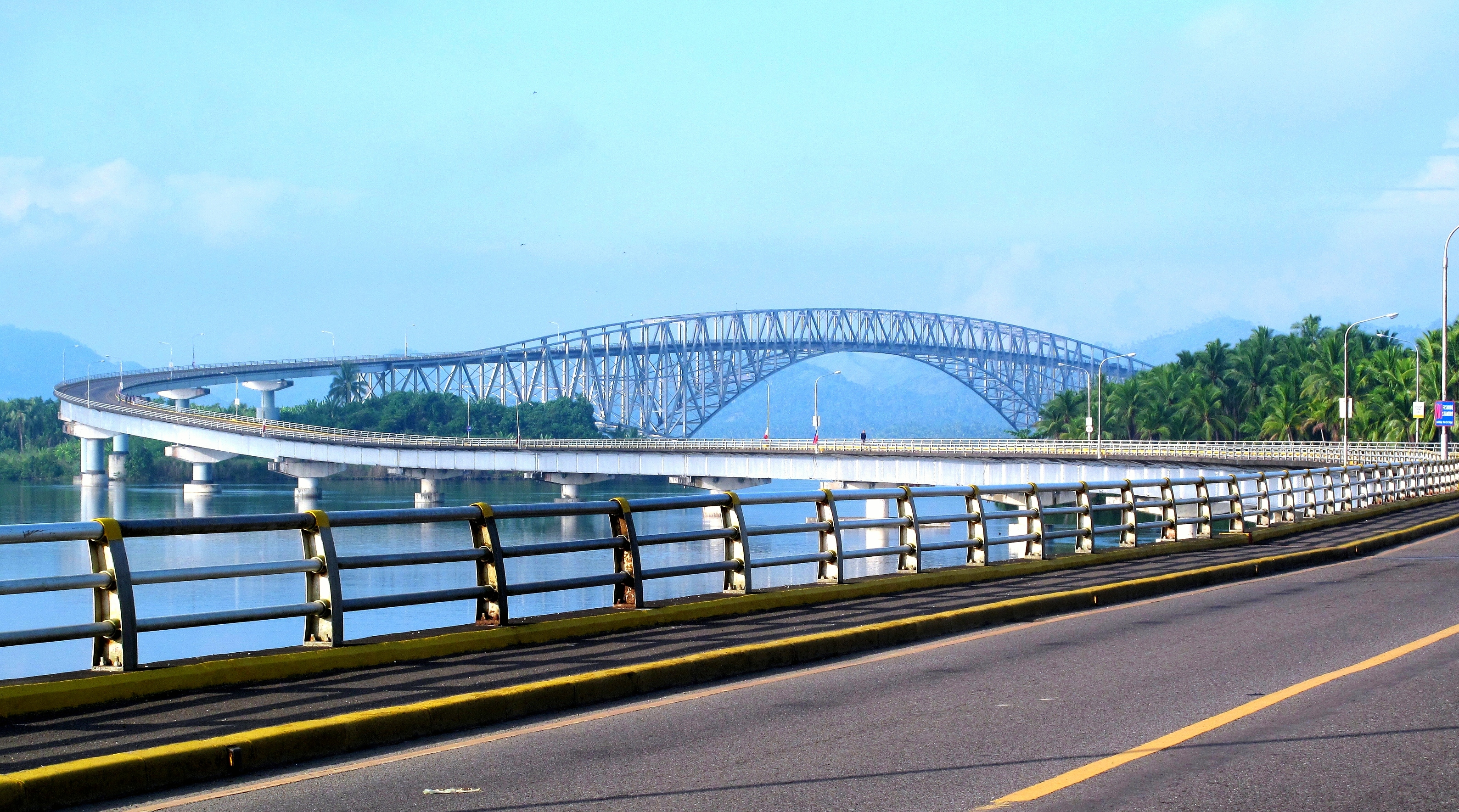
Le pont San Juanico

Elle est présentée sous forme de tableaux récapitulant les caractéristiques des différents ouvrages proposés, et peut-être triée selon les diverses entrées pour voir ainsi un type de pont particulier ou les ouvrages les plus récents par exemple. La seconde colonne donne la classification de l'ouvrage parmi ceux présentés, les colonnes Portée et Long. (longueur) sont exprimées en mètres et enfin Date indique la date de mise en service du pont.

## Grands ponts
Ce tableau présente les grands ouvrages des Philippines (liste non exhaustive).
|  |    | Nom                      | Filipino | Portée | Long. | Type                                                 | Voie portée Voie franchie                              | Date | Localisation                                              | Région             | Ref.  |
|  | -- | ------------------------ | -------- | ------ | ----- | ---------------------------------------------------- | ------------------------------------------------------ | ---- | --------------------------------------------------------- | ------------------ | ----- |
|  | 1  | Pont Cebu-Cordova        |          | 390    | 8900  | Haubané Tablier treillis acier, pylônes acier, béton | Cebu–Cordova Link Expressway Détroit de Mactan         | 2022 | Cebu 10° 16′ 54″ N, 123° 54′ 16″ E                        | Visayas centrales  | [ 1 ] |
|  | 2  | Pont suspendu de Magapit |          | 257    |       | Suspendu Tablier treillis acier, pylônes acier       | Pan-Philippine Highway AH26 Cagayan                    | 1978 | Magapit 18° 07′ 20,2″ N, 121° 40′ 21,5″ E                 | Vallée de Cagayan  | [ 2 ] |
|  | 3  | Pont Diosdado Macapagal  |          | 203    | 907   | Haubané Monopylône, pylône béton                     | Agusan                                                 | 2007 | Butuan 8° 55′ 21,7″ N, 125° 33′ 13,8″ E                   | Caraga             | [ 3 ] |
|  | 4  | Pont San Juanico         |          | 192    | 2160  | Treillis Acier, béton                                | Pan-Philippine Highway AH26 Détroit de San Juanico     | 1973 | Samar - Leyte 11° 18′ 03,4″ N, 124° 58′ 12,7″ E           | Visayas orientales |       |
|  | 5  | Pont Marcelo Fernan      |          | 185    | 1237  | Extradossé Tablier caisson béton, pylônes béton      | Old Patiller Rd Mactan Channel                         | 1999 | Mandaue - Île de Mactan 10° 19′ 35,9″ N, 123° 58′ 00″ E   | Visayas centrales  | [ 4 ] |
|  | 6  | Pont d'Agas-Agas         |          | 177    | 350   | Poutre-caisson Béton précontraint                    | Pan-Philippine Highway AH26                            | 2009 | Sogod 10° 27′ 49,9″ N, 125° 00′ 15,3″ E                   | Visayas orientales | [ 5 ] |
|  | 7  | Pont de Bamban           |          | 174    |       | Arc Acier, tablier suspendu Pont bow-string          | MacArthur Highway Sacobia Bamban                       | 1998 | Bamban 15° 15′ 37,3″ N, 120° 33′ 35″ E                    | Luçon centrale     | [ 6 ] |
|  | 8  | Pont Mactan-Mandaue      |          | 145    | 864   | Treillis Acier                                       | A. C. Cortes Av. - Basak-Marigondon Rd. Mactan Channel | 1972 | Mandaue - Île de Mactan 10° 19′ 11,8″ N, 123° 57′ 20,9″ E | Visayas centrales  | [ 7 ] |
|  | 9  | Viaduc de Candaba        |          |        | 5000  | Poutres Béton précontraint                           | North Luzon Expressway Candaba Swamps                  | 2005 | San Simon - Pulilan 14° 56′ 15,6″ N, 120° 47′ 28,6″ E     | Luçon centrale     | [ 8 ] |
|  | 10 | Pont Narciso Ramos       |          |        | 1442  | Poutres Béton précontraint                           | Santa Maria - Binalonan Road Agno                      | 1997 | Asingan - Santa Maria 15° 59′ 08,2″ N, 120° 41′ 23,4″ E   | Ilocos             |       |
|  | 11 | Pont Buntun              |          | (x14)  | 1369  | Treillis Acier                                       | Cagayan-Apayao Rd. Cagayan                             | 1974 | Tuguegarao 17° 36′ 50,7″ N, 121° 41′ 17,5″ E              | Vallée de Cagayan  |       |
|  | 12 | Viaduc de Patapat        |          |        | 1300  | Poutres Béton                                        | Pan-Philippine Highway AH26 Pasaleng Bay               | 1986 | Pagudpud 18° 34′ 24,7″ N, 120° 53′ 46″ E                  | Ilocos             |       |